# 帕特里克·伊特里希
帕特里克·伊特里希（德語：Patrick Ittrich，1979年1月3日—）是一位德国足球裁判，现注册于汉堡足球协会辖下的米梅尔曼斯贝格体育俱乐部（Mümmelmannsberger SV）。

## 裁判生涯
作为在家乡汉堡米梅尔曼斯贝格体育俱乐部（Mümmelmannsberger SV）注册的会员，伊特里希是自2003年起成为德国足协裁判。自那时起，他先后执法了多场前北部高级联赛（2006－2008年）、前南部地区联赛（2007－2008年）、北部（2003－2004年，2007－2012年）和西部地区联赛（2008－2009年，2011－2012年）以及德丙联赛（2008年至今）的比赛。对于德乙联赛，伊特里希是自2009-10赛季起开始执法；德国足协杯则是在随后一个赛季中获得征召。
除了担当主裁判外，伊特里希在2016年1月获替补入选德甲裁判名单之前，也曾活跃于助理裁判岗位。他以此身份已参与执法过多场国际足联友谊赛、欧洲冠军联赛预选赛、欧洲联赛以及德甲联赛。伊特里希以主裁判身份执法的首场德甲是在2016年2月13日，由沃尔夫斯堡对阵因戈尔施塔特04的比赛。
2011年11月，伊特里希曾连同另外两位助理裁判霍尔格·亨舍尔和弗兰克·维伦博格一起合作拯救了主裁判巴巴克·拉法蒂的生命。在当季德甲由科隆对阵美因茨05的比赛开始前，拉法蒂在下榻的酒店房间内企图割腕自杀，他们及时发现了这一情况并将拉法蒂送往。
伊特里希曾遭遇过三次十字韧带损伤：1999年和2000年为左膝，而在2012年的一次运动中则伤及右膝。

## 个人生活
伊特里希的主职是担任警察，他现居住在汉堡。